# Siggestaträsket
Siggestaträsket är en sjö i Värmdö kommun i Uppland och ingår i Norrström-Tyresåns kustområde. Sjön har en area på 0,0662 kvadratkilometer och ligger 0 meter över havet.

## Delavrinningsområde
Siggestaträsket ingår i det delavrinningsområde (658712-165251) som SMHI kallar för Rinner till Solöfjärden. Medelhöjden är 16 meter över havet och ytan är 13,12 kvadratkilometer. Det finns inga avrinningsområden uppströms utan avrinningsområdet är högsta punkten. Avrinningsområdets utflöde mynnar i havet, utan att ha någon enskild mynningsplats.